# Zielona Latarnia
Green Lantern (pol. Zielona Latarnia) – szereg fikcyjnych postaci (superbohaterów) znanych z serii komiksów wydawanych przez DC Comics.
Postać pierwszego Green Lanterna (Alana Scotta) została stworzona przez pisarza Billa Fingera i rysownika Martina Nodella, zadebiutował on w All-American Comics vol. 1 #16 (2 lipca 1940). Alan Scott był z założenia kombinacją różnych cech popularnych postaci fikcyjnych. Najwięcej czerpano z postaci bohatera jednej z opowieści Księgi tysiąca i jednej nocy – Aladyna, który staje się posiadaczem zaczarowanej lampy, zamieszkiwanej przez potężnego, spełniającego życzenia dżina. Świadczy także o tym pełne nazwisko tej postaci, czyli Alan Ladd Wellington Scott. Inspiracją dla twórców był również motyw zaczerpnięty z dramatu muzycznego autorstwa Richarda Wagnera pt. Pierścień Nibelunga (bazujący na średniowiecznym germańskim eposie bohaterskim – Pieśń o Nibelungach) oraz wizerunek lamp, jakich używali ówcześni kolejarze, pracujący w nowojorskim metrze.
Po II wojnie światowej, gdy znacznie spadła sprzedaż komiksów o przygodach superbohaterów, DC Comics postanowiło wprowadzić w życie szereg zmian dotyczących postaci, jakie pojawiały się w wydawanych przez nich komiksach. W 1959 roku redaktor naczelny DC Comics, Julius Schwartz, wyznaczył scenarzystę Johna Broome’a i rysownika Gila Kane’a do odświeżenia postaci Green Lanterna, tym razem jako pilota doświadczalnego, Hala Jordana (debiut w Showcase vol. 1 #22 z października 1959). Pierwowzorem nowego latarnika była postać z klasycznej space opery, autorstwa amerykańskiego pisarza E.E. „Doca” Smitha pod tytułem Lensman. Był to wyraźny zwrot w kierunku tematyki science-fiction, który przyczynił się do odzyskania popularność przez tę postać komiksową. Z czasem zaczęły pojawiać się kolejne postacie bazujące na tym pomyśle: Guy Gardner, John Stewart, Kyle Rayner, i inni.
Każda Zielona Latarnia posiada pierścień mocy i latarnię mocy, które dają użytkownikowi kontrolę nad światem fizycznym tak długo, dopóki posiadacz ma dosyć woli i siły, aby ją dzierżyć. Pierścień ten jest jedną z najpotężniejszych broni we wszechświecie i może być bardzo niebezpieczny. Pierścień Zielonej Latarni ze złotego wieku komiksu (Alana Scotta) jest magiczny, zaś pierścienie pozostałych Latarni są technicznymi urządzeniami Guardians of the Universe (pol. Strażników Wszechświata), którzy dają je godnym kandydatom. Tworzą oni międzygalaktyczne organy ścigania i siły pokojowe znane jako Green Lantern Corps (pol. Korpus Zielonej Latarni). Każda z tych postaci wchodziła także w skład podstawowej grupy superbohaterów DC: Alan Scott był członkiem Justice Society of America (pol. Stowarzyszenia Sprawiedliwych Ameryki), pozostali zaś Justice League of America (pol. Ligi Sprawiedliwych Ameryki).
Postacie te znane są także z licznych seriali i filmów animowanych, seriali telewizyjnych, i filmów aktorskich. W filmie Green Lantern z 2011 roku w rolę jednego z nich, Hala Jordana wcielił się aktor Ryan Reynolds.

## Tekst przysięgi Zielonych Latarników

### Oryginalny tekst przysięgi w komiksach i innych mediach

#### Przysięga Alana Scotta
- Tekst przysięgi Alana Scotta w oryginale brzmiał następująco:

...and I shall shed my light over dark evil.
For the dark things cannot stand the light,
The light of the Green Lantern!

#### Przysięga Korpusu Zielonej Latarni
- Tekst przysięgi Korpusu Zielonej Latarni w oryginale brzmiał następująco:

In brightest day, in blackest night,
No evil shall escape my sight
Let those who worship evil’s might,
Beware my power, Green Lantern’s light!

### Tłumaczenie tekstu z komiksów wydanych w Polsce i innych mediach
W Polsce nie ma jednolitego tekstu przysięgi Zielonej Latarni. Tłumaczenie przysięgi różni się w zależności od wydawcy.

#### Komiksy wydane w Polsce
- Tłumaczenie tekstu z komiksów Green Lantern wydawanych w Polsce przez TM-Semic oraz Dziedzictwo Green Lanterna (Green Lantern: Legacy – The Last Will and Testament of Hal Jordan), autorstwa Joego Kelly’ego, wydawanym w Polsce przez Egmont Polska. Tekst przysięgi brzmiał następująco:

Czy w blasku dnia, czy w cieniu nocy
Strzeż się zielonej pierścienia mocy!

#### Seriale animowane emitowane w Polsce
- Tłumaczenie tekstu z serialu animowanego Liga Sprawiedliwych (Justice League, 2001–2004) oraz Kaczor Dodgers (Duck Dodgers, 2003–2005), w Polsce emitowanych na stacji Cartoon Network. Tekst przysięgi brzmiał następująco:

W słoneczny dzień, w ponurą noc
Me oczy wszędzie wyśledzą zło.
Niechaj złych mocy czciciele marni
Strzegą się światła Zielonej Latarni!

- Tłumaczenie tekstu z serialu animowanego Zielona Latarnia (Green Lantern: The Animated Series, 2012-2013), w Polsce emitowanego na stacji Cartoon Network. Tekst przysięgi brzmiał następująco:

W jasny dzień, w ponurą noc
Me oczy zawsze dostrzegą zło.
Niechaj złych mocy czciciele marni
Strzegą się światła Zielonej Latarni!

* Tłumaczenie tekstu z serialu animowanego Justice League Action (2016-2018), w Polsce emitowanego na stacji Cartoon Network. Tekst przysięgi brzmiał następująco:

Czy dzień jest jasny, czy noc głęboka
Ja nigdy zła nie spuszczę z oka.
Każdy, kto mroczną stronę wybierze,
Światła Latarni niechaj się strzeże!

#### Filmy wydane w Polsce
- Tłumaczenie tekstu z filmu fabularnego Green Lantern z 2011, w Polsce wydanym przez Warner Brothers. Tekst przysięgi brzmiał następująco:

W świetle dnia, w mroku nocy,
Zło nie umknie mojej mocy,
Ci, co czynić je chcą,
Przed mym blaskiem niechaj drżą!

#### Gry wydane w Polsce
- Tłumaczenie tekstu z gry Injustice 2 z 2017, w Polsce wydanej przez Warner Brothers. Tekst przysięgi brzmiał tak samo jak w serialu animowanym z 2001 roku pt. Liga Sprawiedliwych:

W słoneczny dzień… W ponurą noc…
Me oczy wszędzie wyśledzą zło…
Niechaj złych mocy czciciele marni…
Strzegą się światła… Zielonej Latarni!

## Komiksy w Polsce

### Serie
- Green Lantern (TM-Semic 1992-1994) 10 zeszytów

### Albumy
- Ganthet’s Tale (Green Lantern: Ganthet’s tale) (TM-Semic Wydanie Specjalne 1/1995)
- Green Arrow: Kołczan (Green Arrow: Quiver) (Egmont Polska 8,11/2003) 2 tomy
- Dziedzictwo Green Lanterna: Testament i ostatnia wola Hala Jordana (Green Lantern: Legacy: The Last Will and Testament of Hal Jordan) (Egmont Polska, 2003)
- JLA: Ziemia 2 (JLA: Earth 2) (Fun Media, Niespodzianka Fun Media 1/2003)
- Przyjdź Królestwo (Kingdom Come) (Egmont Polska, Mistrzowie Komiksu 7/2005)
- Batman i Robin: Cudowny Chłopiec (All Star Batman & Robin, the Boy Wonder) (Egmont Polska, Mistrzowie Komiksu 7/2005)
- Liga Sprawiedliwości: Początek (Justice League: Origin) (Egmont Polska, Nowe DC Comics 2013)
- Nowa Granica (DC: THE NEW FRONTIER) (Egmont Polska, DC Deluxe 2015)
- Hal Jordan i Korpus Zielonych Latarni tom 1: Prawo Sinestro (Hal Jordan & Green Lantern Corps Volume 1 Sinestro’s Law) (Egmont Polska, DC Odrodzenie 2017)
- Hal Jordan i Korpus Zielonych Latarni tom 2: Światło w Butelce (Hal Jordan & the Green Lantern Corps Volume 2 Bottled Light ) (Egmont Polska, DC Odrodzenie 2018)[13]
- Hal Jordan i Korpus Zielonych Latarni tom 3: Poszukiwanie nadziei (Hal Jordan & the Green Lantern Corps Volume 3 Quest For Hope) (Egmont Polska, DC Odrodzenie 2018)[14]
- Hal Jordan i Korpus Zielonych Latarni tom 4: Rozłam (Hal Jordan & the Green Lantern Corps Volume 4 Fracture) (Egmont Polska, DC Odrodzenie 2018)[15]

## Adaptacje

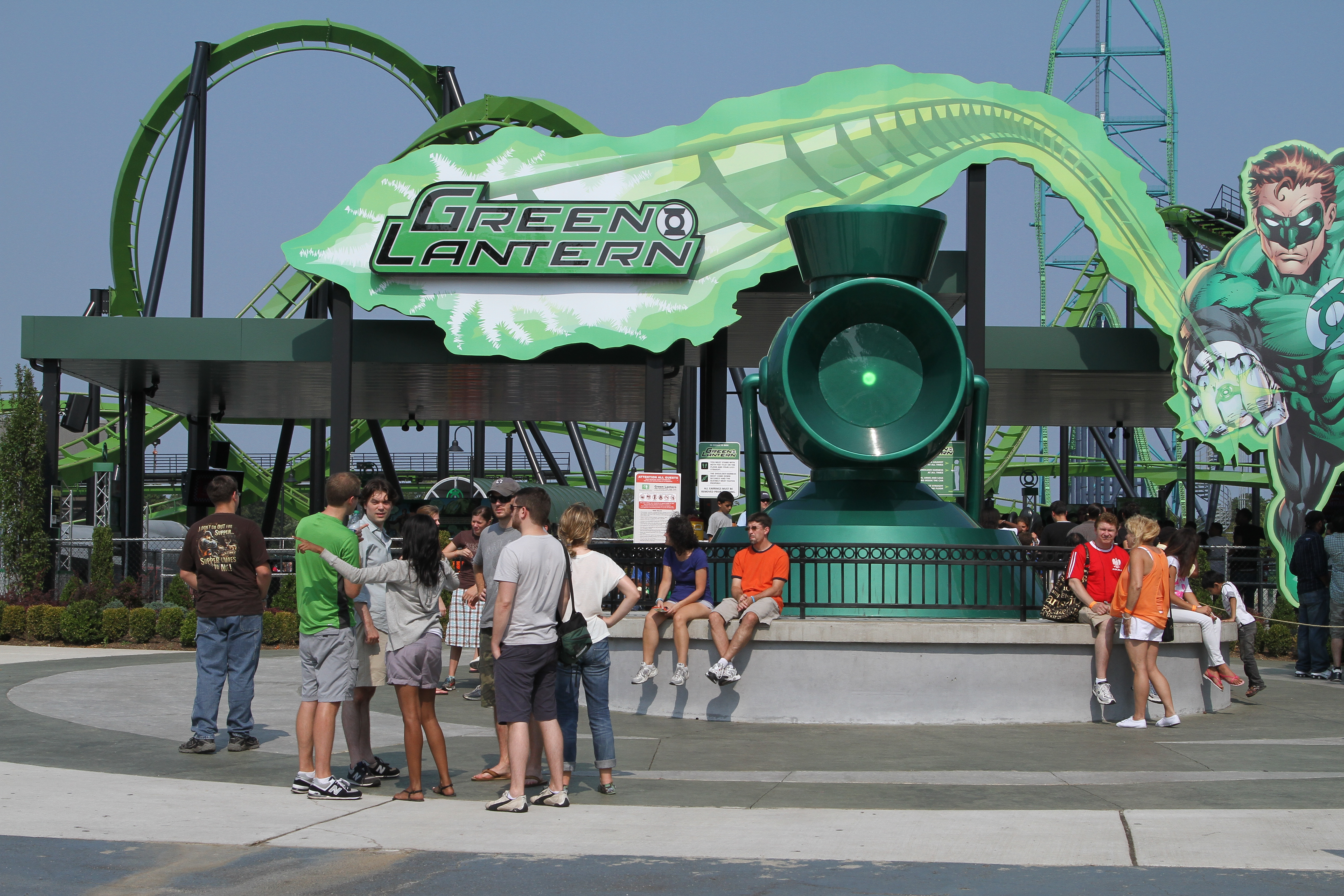
Dekoracja przedstawiająca Baterię Mocy i Hala Jordana. Wejście do kolejki górskiej Green Lantern w parku tematycznym Six Flags Great Adventure w Jackson Township w stanie New Jersey w USA.

### Filmy kinowe
- Green Lantern (Green Lantern) – reż. Martin Campbell (2011)

### Filmy animowane
- Liga Sprawiedliwych: Nowa granica (Justice League: The New Frontier) – reż. Dave Bullock (2008)
- Zielona Latarnia: Pierwszy lot (Green Lantern: First Flight) – reż. Lauren Montgomery (2009)
- Liga Sprawiedliwych: Kryzys na dwóch Ziemiach (Justice League: Crisis on Two Earths) – reż. Lauren Montgomery, Sam Liu (2010)
- Zielona Latarnia: Szmaragdowi wojownicy (Green Lantern: Emerald Knights) – reż. Lauren Montgomery, Christopher Berkeley, Jay Oliva (2011)
- Liga Sprawiedliwych: Zagłada (Justice League: Doom) – reż. Lauren Montgomery (2012)
- Justice League: The Flashpoint Paradox – reż. Jay Oliva (2013)
- Justice League: War – reż: Jay Oliva (2013)
- Lego: Przygoda (The Lego Movie) – reż: Phil Lord i Chris Miller (2014)
- Zielona Latarnia: Strzeż się mojej mocy (Green Lantern Beware My Power) – reż: Jeff Wamester (2022)

### Seriale aktorskie
- Legends of the Superheroes – reż. Chris Darley, Bill Carruthers (1979)
- Justice League of America – reż. Félix Enríquez Alcalá, Lewis Teague (1997)
- Tajemnice Smallville (Smallville) – twórcy: Alfred Gough, Miles Millar (2001-2011)[16]

### Seriale animowane
- Zielona Latarnia (Green Lantern: The Animated Series) (2011–2013). Jak na razie, jest to jedyny serial, w którym Zielone Latarnie są postaciami głównymi. We wszystkich poniższych są tylko jednymi z wielu. A jeśli najważniejszymi, to tylko w pojedynczych odcinkach.
- The Superman-Aquaman Hour of Adventure (1966–1969)
- Superfriends (1973-1986)
- Superman (Superman: The Animated Series) (1996–2000)
- Batman przyszłości (Batman Beyond) (1999–2001)
- Liga Sprawiedliwych (Justice League) (2001–2004)
- Kaczor Dodgers (Duck Dodgers) (2003–2005)
- Liga Sprawiedliwych bez granic (Justice League Unlimited) (2004–2006)
- Batman (The Batman) (2004–2008)
- Batman: Odważni i bezwzględni (Batman: The Brave and the Bold) (2008–2011)
- Liga Młodych (Young Justice) (2011–2013)

### Gry komputerowe
- Justice League Heroes – na platformy: PlayStation 2, Xbox, Nintendo DS, PSP (2006)
- Mortal Kombat vs. DC Universe – na platformy: PlayStation 3 i Xbox 360 (2008)
- Batman: The Brave and the Bold – The Videogame – na platformy: Wii, Nintendo DS (2010)
- DC Universe Online – na platformy: PlayStation 3 i Microsoft Windows (2011)
- Lego Batman 2: DC Super Heroes – na platformy: PlayStation 3, PlayStation Vita, Wii, Xbox 360, Nintendo DS i Windows (2012)
- Injustice: Gods Among Us – na platformy: PlayStation Vita, PlayStation 3, PlayStation 4, Xbox 360 i Wii U (2013)
- Infinite Crisis – na platformę Microsoft Windows (2013)